# CSB TV
CSB TV Kaszëbë (kaszub. Cassubia TV Kaszëbë) – regionalna stacja telewizyjna o profilu informacyjno-rozrywkowym w Polsce. CSB TV Kaszëbe była kierowana głównie do Kaszubów. 14 maja 2012 o 7:57 kanał zakończył nadawanie i tego samego dnia została zastąpiona przez Water Planet.

## Historia

### 2010
Pod koniec maja 2010 został złożony wniosek do KRRiT o przyznanie koncesji. W lipcu koncesja dla CSB TV została przyznana. 30 lipca kanał  zainaugurował emisję testową.
Od 1 września 2010 stacja emituje własne produkcje, między innymi Flesz Informacji czy też prognozę pogody, a także program poranny „O tym i owym” oraz emitowany o 18:30 w dni powszednie blok magazynów i seriali.
Resztę czasu antenowego wypełniają produkcje własne, m.in. dokumenty Video Studio Gdańsk, spoty promocyjne stacji, a także blok teledysków „Hity Radia Kaszebe”, cykl reportaży z cyklu „Bez Komentarza” oraz bloki telezakupów.

### 2011
We wrześniu 2011 stacja ogłosiła niewypłacalność i została zamknięta. Z informacji medialnych wynika, że generowała straty w wysokości 300 tys. miesięcznie.

### 2012
W marcu 2012 Polcast Television ogłosiła, że marka CSB TV zniknie z rynku. 14 maja 2012 kanał oficjalnie przestał być nadawany. Tego samego dnia został zastąpiony przez Water Planet (ruszył wraz z Novela TV).

## Emisja

### Profil
Stacja emitowała zarówno produkcje własne, jak i zagraniczne o różnorodnej tematyce od rozrywki przez publicystykę po programy dokumentalne. Wiele programów było nadawanych w języku kaszubskim.

### Odbiór
Program w całości był produkowany w technice HDTV, jednak na potrzeby przekazu satelitarnego sygnał był konwertowany do standardowej rozdzielczości SD w proporcjach 16:9 anamorficznie.

## Współpraca
CSB TV Kaszëbë nawiązała współpracę z działającą od 2008 roku śląską telewizją TVS.

## Nadawane programy
- O tym i owym
- Hity Radia Kaszëbë
- Bez komentarza